# Francisco Delgado Zúñiga
Francisco Delgado (Bogotá, Colombia; 14 de agosto de 1980) es un exfutbolista y entrenador colombiano. Jugaba de defensa. Actualmente es asistente técnico de Juan David Niño en el Real Cundinamarca.

## Trayectoria
Santa Fe fue el club donde se formó profesionalmente, haciendo su debut en 1999.
Edgar Francisco Delgado juega por la banda izquierda y a pesar de que no posee una gran estatura también juega en la zona central,Pacho se ganó el amor de la hinchada capitalina por su entrega y amor a la casaca cardenal, ha estado presente en el subcampeonato contra Nacional en el 2005 y también en la buena campaña que desempeñó Santa Fe en la Copa Libertadores, como también en la vergonzosa campaña en el Torneo Finalización 2007 cuando el club finalizó último.
Tras este revés las directivas del club tomaron decisiones drásticas despidiendo a más del 80% de la nómina, quedaron en el club Jairo Suárez y Léider Preciado, Francisco Delgado jugó por primera vez fuera del equipo cardenal probó suerte en el Atlético Bucaramanga allí se ganó la titular pero su equipo aunque al principio se encontraba dentro de los 8 tras la salida del D.T Eduardo Julián Retat, el club 'Leopardo' quedó eliminado. 
Mientras que el club Santafereño jugaba muy bien tras sus nuevas contrataciones lo que le valió el apodo de El ferrari, el equipo rojo tuvo una gran decaída en su juego y quedó eliminado en los cuadrangulares finales. 
Tras la llegada de Hernán Darío Gómez al banco capitalino para afrontar el Finalización 2008, como ni Joe Luis Raguá, Sergio Otálvaro ni Javier Arizala habían logrado consolidarse en la zona lateral izquierda, Pacho volvió al club bogotano, ganándose la titular. 
Comenzó su nueva etapa con el 'Expreso rojo capitalino' en el partido donde en su casa los dirigidos por "El Bolillo" golearon al Atlético Nacional 5-0, desde allí siempre estuvo de titular, Francisco Delgado marcó un gol en el Finalización contra Cúcuta Deportivo, fue de cabeza y a poco de haberse iniciado el cotejo al final Santa Fe goleó 3-0 y Francisco Delgado salió lesionado; se perdió el último juego donde quedó eliminado el 'León capitalino' tras caer frente al Junior en Barranquilla 3-1.
A principio del año 2010 fue contratado por el Atlético Nacional de Medellín. A finales de 2010 sale del equipo.
Estuvo sus últimos 3 años de carrera en el club Zipaqueño en donde juega 55 partidos y se retira a mediados del 2015.

## Clubes

### Como jugador
| Club                 | País                | Año                 | Partidos | Goles |
| -------------------- | ------------------- | ------------------- | -------- | ----- |
| Santa Fe             | Colombia            | 1999-2007           | 192      | 8     |
| Atlético Bucaramanga | Colombia            | 2008                | 15       | 0     |
| Santa Fe             | Colombia            | 2008-2009           | 23       | 1     |
| Atlético Nacional    | Colombia            | 2010                | 20       | 0     |
| Cúcuta Deportivo     | Colombia            | 2011                | 17       | 2     |
| Bogotá F. C.         | Colombia            | 2012                | 18       | 8     |
| Fortaleza            | Colombia            | 2012-2015           | 55       | 5     |
| Total en su carrera  | Total en su carrera | Total en su carrera | 340      | 24    |

### Como formador
| Club                | País     | Año       |
| ------------------- | -------- | --------- |
| Inferiores Santa Fe | Colombia | 2015-2021 |

### Como asistente técnico
| Club              | País     | Año           |
| ----------------- | -------- | ------------- |
| Santa Fe          | Colombia | 2021          |
| Real Cundinamarca | Colombia | 2024-presente |

## Palmarés

### Campeonatos nacionales
| Título        | Club     | País     | Año  |
| ------------- | -------- | -------- | ---- |
| Copa Colombia | Santa Fe | Colombia | 2009 |